# Keystone LB-6
Keystone LB-6 và LB-7 là những loại máy bay ném bom hạng nhẹ của Hoa Kỳ trong thập niên 1920, do hãng Keystone Aircraft chế tạo cho Quân đoàn Không quân Lục quân Hoa Kỳ.

## Biến thể
XLB-6
LB-6
LB-7
LB-8
LB-9
XLB-10
LB-10
LB-11
LB-11A
LB-12
LB-13
LB-14
ZLB-6
ZLB-7

## Quốc gia sử dụng
Hoa Kỳ
- Quân đoàn Không quân Lục quân Hoa Kỳ

## Tính năng kỹ chiến thuật (LB-6)
Dữ liệu lấy từ Keystone LB-6, Bảo tàng Quốc gia Không quân Hoa Kỳ fact page
Đặc điểm tổng quát
- Kíp lái: 5
- Chiều dài: 49 ft 03 in (15.01 m)
- Sải cánh: 75 ft 0 in (23.0 m)
- Chiều cao: 18 ft 1 in (5.5 m)
- Diện tích cánh: 1,148 ft2 (106.38 m2)
- Trọng lượng rỗng: 7.024 lb (3.186 kg)
- Trọng lượng có tải: 13.440 lb (6.100 kg)
- Động cơ: 2 × Wright Cyclone R-1750-1, 525 hp (391 kW) mỗi chiếc

Hiệu suất bay
- Vận tốc cực đại: 114 mph (183 km/h)
- Vận tốc hành trình: 95 mph (153 km/h)
- Tầm bay: 632 dặm (1.017 km)
- Trần bay: 11.650 ft (3.550 m)
- Vận tốc lên cao: 600 ft/min (180 m/s)

Vũ khí trang bị
- 5 × súng máy Lewis.303 in (7,7 mm)
- 2.000 lb (910 kg) Bom